# Eriopus brownii
Eriopus brownii là một loài Rêu trong họ Hookeriaceae. Loài này được Dixon mô tả khoa học đầu tiên năm 1927.